# Imperio colonial sueco
El Imperio colonial sueco existió de 1638 a 1663, y desde 1785 a 1878. En Europa, las conquistas del Imperio sueco se sucedieron por todo el mar Báltico, ocupando los territorios que ahora son Finlandia y Estonia, y partes de Noruega, Letonia, Rusia y Alemania.

## América

### Nueva Suecia
Nueva Suecia (en sueco: Nya Sverige) fue una colonia del Imperio sueco que se desarrolló en la costa oriental de Norteamérica entre 1638 y 1655. Estaba situada a lo largo de los tramos inferiores del río Delaware y en la zona interior de la bahía del mismo nombre. Establecida durante la guerra de los Treinta Años, cuando Suecia era una gran potencia, Nueva Suecia formó parte de los esfuerzos suecos por colonizar América creando una colonia agrícola (cultivo de tabaco) y de comercio de pieles para evitar a los comerciantes franceses, británicos y neerlandeses.
La empresa fue llevada a cabo por la Compañía de la Nueva Suecia, que tenía accionistas suecos, neerlandeses y alemanes. La primera expedición zarpó del puerto de Gotemburgo a finales de 1637, organizada y supervisada por Clas Larsson Fleming, un almirante sueco de origen finlandés. Samuel Blommaert, comerciante flamenco/neerlandés y uno de los inversionistas, ayudó y aconsejó nombrar a Peter Minuit (antiguo gobernador de la colonia neerlandesa de Nuevos Países Bajos) para dirigir la expedición. Minuit, descontento tras ser destituido de su cargo, eligió un lugar en el río Delaware que sabía que era estratégico y punto débil de sus antiguos empleadores y que en realidad los neerlandeses consideraban suyo, aunque no lo habían ocupado con ningún asentamiento. Lo primero que hizo Minuit tras desembarcar el 29 de marzo de 1638 fue llegar a un acuerdo de compra de tierras con cinco jefes del pueblo lenape, un pueblo algonquino, a quienes pertenecía el área elegida. El acuerdo se firmó el 8 de abril en el barco Kalmar Nyckel y el precio de compra consistió en mercancías.
Se establecieron asentamientos en ambos lados del río Delaware. Fuerte Cristina, ubicado a orillas del río en lo que hoy es Wilmington (Delaware), fue completado en el otoño de 1638 y fue el primer asentamiento llamado así en honor a Cristina, reina de Suecia. La colonia llegó a estar integrada por unos 600 colonos suecos y finlandeses, que establecieron una próspera colonia bajo el gobernador Johan Björnsson Printz, quien fomentó las buenas relaciones con sus vecinos europeos y con los indios. Otras zonas en las que se establecieron colonos suecos, además del actual estado de Delaware, fueron el sudeste de Pensilvania, donde fundaron su capital cerca de Filadelfia, y el sudoeste de Nueva Jersey. La economía de Nueva Suecia estaba basada en la agricultura y el comercio de pieles.
El control sueco sobre la región solo duró 17 años. En mayo de 1654, soldados de Nueva Suecia liderados por el recién nombrado gobernador Johan Risingh capturaron el neerlandés Fort Casimir (ubicado en el actual New Castle) y lo rebautizaron como Fort Trinity. En noviembre de 1654, los directores de la Compañía Neerlandesa de las Indias Occidentales ordenaron al director general de la colonia de Nuevos Países Bajos de la República de los Siete Países Bajos Unidos, Peter Stuyvesant, que «expulsara» a los suecos del río. En el verano de 1655, Stuyvesant navegó hacia la bahía de Delaware con 7 barcos y 317 soldados y rápidamente retomó Fort Casimir. Stuyvesant luego procedió a la captura de Nueva Suecia, sitiando Fuerte Cristina que se rindió el 15 de septiembre de 1655. Nueva Suecia fue anexionada a la colonia neerlandesa. Finalmente, se convirtió en parte del Imperio británico cuando fue invadida por una flota inglesa en 1664.
El historiador H. Arnold Barton señala que la mayor importancia de Nueva Suecia fue el fuerte y duradero interés en América que la colonia generó en Suecia, aunque la inmigración sueca importante no ocurrió hasta fines del siglo XIX cuando más de un millón de suecos llegaron a América. Tal vez la mayor contribución de Nueva Suecia al desarrollo del Nuevo Mundo haya sido la técnica de construcción de casa de troncos, que había sido inventada en el norte de Escandinavia y que fue llevada por los colonos suecos.
Varias localidades a orillas del río Delaware tienen su origen en los asentamientos suecos, como las actuales Wilmington (en Delaware), Norristown, Marcus Hook, Chester, Eddystone, Darby y Filadelfia (en Pensilvania), así como Salem, Nueva Estocolmo o Swedesboro (en Nueva Jersey).
- Pueblos indígenas conestoga y lenape, a quienes pertenecían las tierras de la futura colonia.
- Maqueta de Fuerte Cristina, el primer asentamiento sueco en América.
- Monumento Nueva Suecia erigido en el lugar del primer desembarco en el arroyo Christina, obra del escultor sueco Carl Milles en Wilminghton (hay una copia en Stenpiren, Gotemburgo).
- C. A. Nothnagle Log House en Gibbstown, es la casa más antigua (1638) de Nueva Jersey: la casa de troncos fue una de las mayores contribución suecas al Nuevo Mundo.

### Posesiones antillanas
San Bartolomé es la única isla caribeña que históricamente ha sido una colonia sueca durante un período de tiempo significativo, Guadalupe también lo fue pero solo brevemente, al final de las guerras napoleónicas.
Como resultado del apoyo de Suecia a los enemigos de Francia durante las guerras napoleónicas, la isla de Guadalupe fue cedida al rey Carlos XIV Juan personalmente, no a su estado sueco. Sin embargo, un año después, la isla fue entregada a Francia por el tratado de París. Suecia luego forzó un acuerdo con Gran Bretaña porque se le había garantizado la isla que estaba estratégicamente cerca de su otra colonia caribeña. Esto llevó al Fondo Guadalupe, que garantizó a Suecia 24 millones de francos. Debido a cómo se utilizó el dinero, Suecia recibió 300 000 Riksdaler adicionales bajo el Riksdag de 1815 todos los años. La última cuota se pagó en 1983.
Además de estos, los suecos intentaron brevemente asentarse en Tobago en 1733, pero fueron expulsados por tribus nativas, y Tobago finalmente fue reclamada por los británicos.

## África

### Costa de Oro

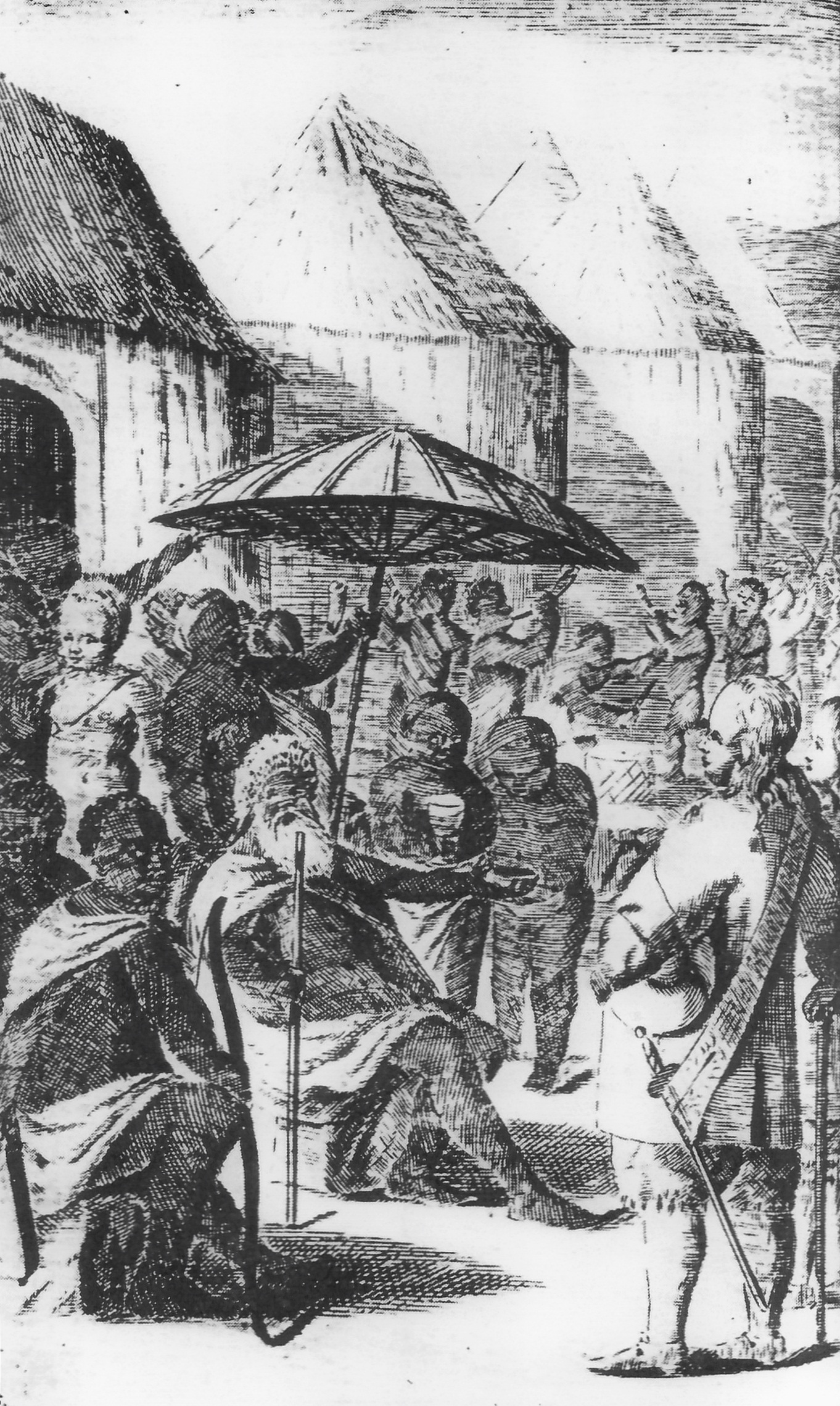
El rey akan de Futu invita a los suecos a erigir una "casa de piedra" con fines comerciales.

Suecia controló temporalmente varios asentamientos en la Costa de Oro (actual Ghana) desde el 22 de abril de 1650, pero los perdió el 20 de abril de 1663 cuando los asentamientos de Fort Karlsborg y la capital Fort Christiansborg fueron capturados por Dinamarca.

### Costa del Cabo
En 1652, los suecos tomaron Costa del Cabo (en la actual Ghana), que anteriormente había estado bajo el control de los neerlandeses y antes de los portugueses. Costa del Cabo se centró en el castillo de Karlsborg, que fue construido en 1653 y lleva el nombre del rey Carlos X Gustavo, pero ahora se le conoce como castillo de la Costa del Cabo.

## India
La Compañía Sueca de las Indias Orientales no estableció colonias permanentes en la India, pero poseyó brevemente una fábrica en Porto Novo (hoy Parangipettai, Tamil Nadu). El fuerte fue destruido un mes después de su construcción por fuerzas francesas y británicas.

## Comercio atlántico de esclavos
Durante este tiempo, comenzó la pequeña trata sueca de esclavos. Sin embargo, después de la caída de Nueva Suecia ante los neerlandeses, el comercio de esclavos terminó. Más tarde se rejuvenecería en 1784, cuando el monarca de Suecia, Gustavo III, inició negociaciones con Francia con miras a crear una nueva alianza entre los dos países. Gustavo ofreció Gotemburgo como entrepôt a los franceses, a cambio de la colonia caribeña de San Bartolomé, además de varias subvenciones. Aunque Suecia tuvo éxito en la adquisición de la isla en 1784, la población de la colonia era de menos de 1000 personas, y ninguno de los dos eran puertos comerciales particularmente propicios: el azúcar y el algodón solo proporcionaban cuatro cargamentos al año, y muchos de los otros recursos solo se producían en cantidades suficientemente grandes para proporcionar la subsistencia a los habitantes.
Sin embargo, las islas estaban cerca de los puestos comerciales británicos y franceses de las islas de Sotavento y Barlovento. También se construyó una nueva ciudad, Gustavia (llamada así por el rey), y esto facilitó el comercio. En un año, la población se había duplicado y el rey consideró oportuno formar la Compañía Sueca de las Indias Occidentales. Las guerras napoleónicas (1803-1815) benefició el comercio, al igual que la apertura del libre comercio con Suecia en 1806; la población había seguido aumentando, alcanzando aproximadamente a 5000 en 1800. Descontando un breve período de ocupación británica de 1801 a 1802, las colonias continuaron prosperando. En 1811, 1800 barcos visitaron San Bartolomé; y desde octubre de 1813 hasta septiembre de 1814, el 20% de las exportaciones estadounidenses pasaron por la isla.
La isla se destacó por su liberalismo, particularmente en lo que respecta a la tolerancia religiosa. En Suecia, se adhirió estrictamente al luteranismo; las personas estaban obligadas a asistir a varios servicios religiosos al año, y la adhesión a otras religiones o denominaciones estaba en contra de la ley (conversión al catolicismo, por ejemplo, a menudo llevó a personas al exilio). Sin embargo, estas dos islas estaban habitadas por un grupo tan diverso de personas de origen europeo, que el francés y el inglés también fueron idiomas oficiales aceptados. En San Bartolomé, en 1787, solo 21 luteranos residían allí, en comparación con más de 500 católicos, así como varios cientos de personas de diferentes denominaciones protestantes. El gobierno no quiso reprimir esto: de hecho, ordenó al gobernador de San Bartolomé, Rosenstein, que pagara a un sacerdote católico para que viniera de San Martín dos veces al mes.

## Territorios

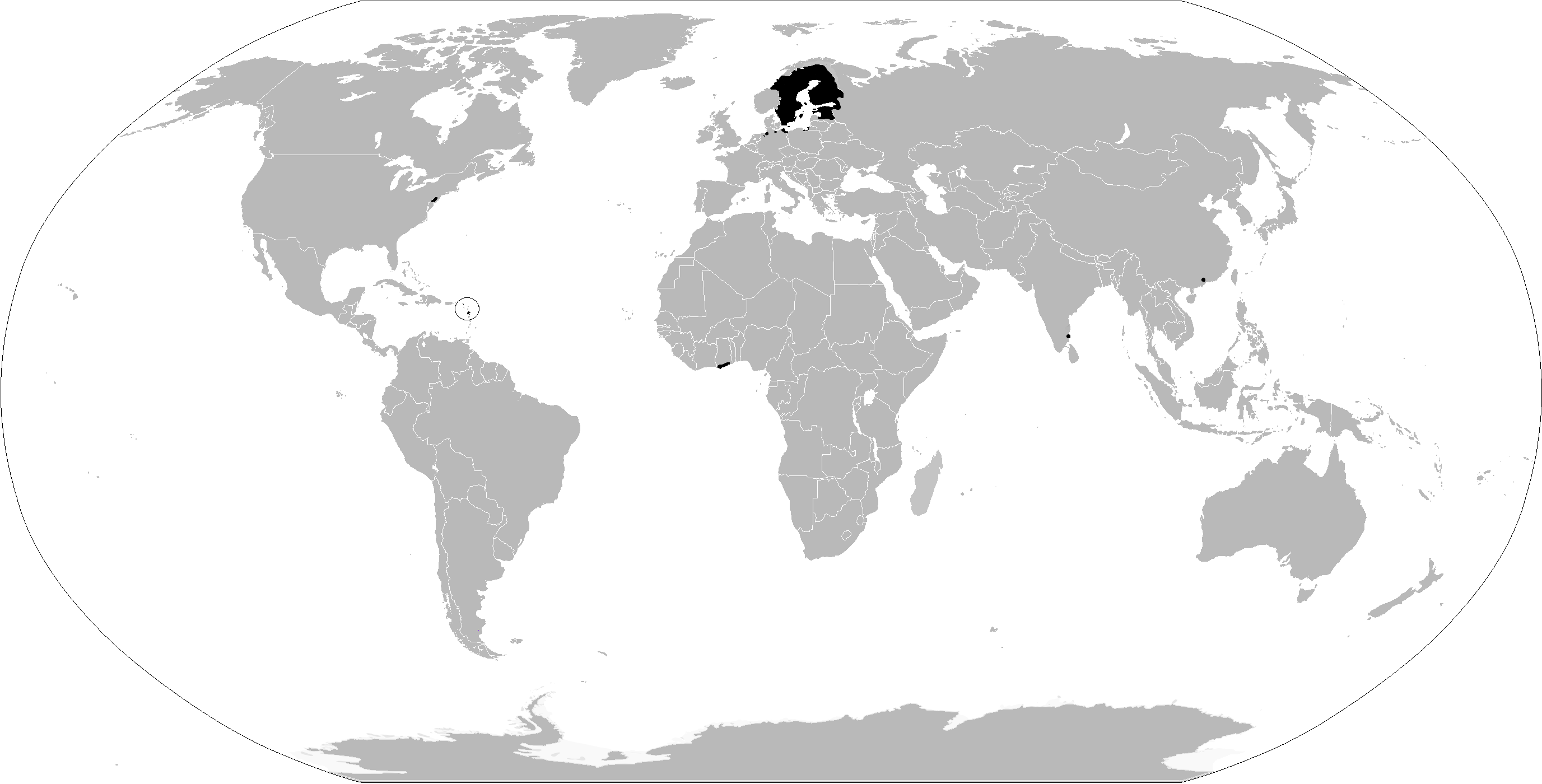
Mapa diacrónico que muestra las áreas que pertenecieron en algún momento al Imperio sueco.

Las colonias que formaron el imperio sueco fueron:
En América
- Nueva Suecia, en América del Norte (de 1638 a 1655). Fue perdida contra los neerlandeses.
- Guadalupe, en las Antillas del mar Caribe (1813-1814). Devuelta a Francia.
- San Bartolomé, en las Antillas del mar Caribe (1785-1878). Vendida a Francia.

En África
- Costa de Oro sueca, perdida ante los daneses y neerlandeses. Los siguientes asentamientos formaban parte:
  - Costa del Cabo (de 1649 a 1663).
  - Apollonia (de 1655 a 1657), actual Beyin.
  - Fort Christiansborg (de 1652 a 1658), llegó a ser la capital de la colonia, actualmente es Osu, uno de los distritos de Acra, en Ghana.
  - Fort Batenstein, (de 1649 a 1656), actual Butri.
  - Fort Witsen, (de 1653 a 1658), actual Takoradi.
  - Fort Karlsborg (de 1650 a 1658, y de 1660 a 1663).

En la India
- Parangipettai (1733), perdida ante Francia y Gran Bretaña.